# Melinda Warner
Predložak:Infookvir lik u seriji Zakon i red
Medicinska vještakinja Melinda Warner je fiktivni lik iz serije Zakon i red: Odjel za žrtve koju igra Tamara Tunie.
Kao medicinski vještak Melinda često radi u 16. Odjelu (Odjelu za seksualne zločine) da pomogne detektivima da nađu znanstvene dokaze koji će im pomoći u slučaju. Ona i njezin muž imaju jednu kćer u srednjoj školi. Bila je doktor u United States Air Forceu i Zaljevskom ratu prije nego što je postala medicinski vještak. Melinda je poznata po svojoj inteligenciji i odnedavno je dobila puno veću ulogu u Odjelu a žrtve. Morala je napraviti operaciju na žrtvi pucnja dok je bila držana kao taoc u banci, i nekoliko minuta kasnije spasila je život pucaču (koji je bio žrtvin sin) tako što ga je upucala u nogu (htio je otići vani i pucati u hrpu policajaca ispred banke). U prvoj epizodi 8. sezone Melinda je Oliviji počela pričati u svom putu u Francusku, no Olivia je otišla raditi na njihovom trenutnom slučaju.
Ulogu glavne glumice odbila je u sezoni 2005. – 2006., kada je dodana u početnoj špici.
U 9. sezoni (epizoda "Harm") sigurna je da je jedna liječnica nanijela ozljede jednom Iračaninu tijekom rata u Iraku koje su uzrokovale njegovu smrt. Na kraju epizode, ta liječnica je suspendirana. 